# Titularbistum Carpentras
Carpentras (lateinisch Sancti Papuli) ist ein Titularbistum der römisch-katholischen Kirche.
Es geht auf das im Jahre 439 erstmals urkundlich erwähnte und infolge der Französischen Revolution am 29. November 1801 aufgelöste Bistum Carpentras mit Sitz in Carpentras zurück. Das untergegangene Bistum war Suffragan des Erzbistums Avignon.
Am 9. Februar 2009 wurde Carpentras durch Papst Benedikt XVI. als Titularsitz wiedererrichtet und am 16. Juni 2016 erstmals vergeben.
| Titularbischöfe von Carpentras |                     |                                  |               |                  |
| Nr.                            | Name                | Amt                              | von           | bis              |
| 1                              | Emmanuel Gobilliard | Weihbischof in Lyon (Frankreich) | 16. Juni 2016 | 15. Oktober 2022 |
| 2                              | Loïc Lagadec        | Weihbischof in Lyon (Frankreich) | 9. März 2023  |                  |